# Новомиколаївка (Дніпровський район)
Новомикола́ївка — село в Україні, у Сурсько-Литовській сільській територіальній громаді Дніпровського району Дніпропетровської області. Населення за переписом 2001 року становило 1314 осіб.

## Географія
Село Новомиколаївка розміщене на лівому березі річки Мокра Сура, вище за течією на відстані 2 км розташоване село Зелений Гай, нижче за течією на відстані 3,5 км розташоване село Сурсько-Литовське, на протилежному березі — село Сурсько-Клевцеве. Поруч проходять автомобільна дорога Т 0421 і залізниця, станція Платформа 233 км, на лінії Апостолове — Нижньодніпровськ-Вузол Придніпровської залізниці. (Див. також Балка Кирпична).

## Історія
За даними на 1859 рік у казенному селі Катеринославського повіту Катеринославської губернії мешкало 442 особи (229 чоловічої статі та 213 — жіночої), налічувалось 88 дворових господарств.
Станом на 1886 рік у селі Сурської волості мешкало 490 осіб, налічувалось 71 дворове господарства, існувала школа.
За переписом 1897 року кількість мешканців зросла до 798 осіб (399 чоловічої статі та 399 — жіночої), з яких 797 — православної віри.
1908 року населення зросло до 1037 осіб (525 чоловіків та 512 — жінок), налічувалось 170 дворових господарств.

## Населення

### Мова
Розподіл населення за рідною мовою за даними перепису 2001 року:
| Мова            | Кількість | Відсоток |
| --------------- | --------- | -------- |
| українська      | 1145      | 87.14%   |
| російська       | 164       | 12.48%   |
| вірменська      | 1         | 0.08%    |
| інші/не вказали | 4         | 0.30%    |
| Усього          | 1314      | 100%     |

## Економіка
- Новомиколаївський кар'єр (виробництво гранітного щебеню). Дата заснування — 1947 рік. З квітня 2003 року ТОВ «Об'єднання Новомиколаївський кар'єр»[6].
- Дробильний завод і АБК.

## Об'єкти соціальної сфери
- Школа;
- Будинок культури;
- Трьох-Святительський храм, закладено фундамент.

## Відомі люди
- Гонца Ася — українська художниця, живе в Черкасах.
- Іванусь Ігор Миколайович (1976—2016) — молодший сержант Збройних сил України, учасник російсько-української війни.